# Пальмгрен, Рогер
Рогер Леннарт Пальмгрен (швед. Roger Lennart Palmgren; 11 марта 1963, Стокгольм) — шведский футбольный тренер. Сейчас работает ассистентом главного тренера и главой академии в клубе «Броммапойкарна», а также в клубе «Накка-Илирия».

## Биография
Пальмгрен никогда не выступал футболистом на профессиональном уровне. Свою тренерскую карьеру он начал в 27 лет играющим тренером одного из клубов шведских низших лиг «Кафе Опера» с момента основания. За три года он вывел команду в третий шведский дивизион. Успехи тренера заметили в Италии, куда шведа пригласили в «Ареццо». Вскоре Пальмгрен в 31 год возглавил сборную Сьерра-Леоне. Молодому специалисту удалось пробиться с ней в финальную часть Кубка Африканских наций. Однако в Буркина-Фасо футболисты Сьера-Леоне не смогли выйти в плей-офф.
Затем Пальмгрен работал в Швеции и некоторое время вновь тренировал «Ареццо». В 2000 году он вновь вернулся на африканский континент. Там швед работал со сборными ДР Конго, Руанды и Намибии, а также с клубами из Нигерии и ЮАР. В 2005 году дошёл со сборной Руанды до финала Кубка КЕСАФА.
С 2013 по 2016 год специалист трудился в Китае. Там Рогер Пальмгрен ассистировал известному шведскому тренеру Свен-Ёрану Эрикссону в командах «Гуанчжоу Фули» и «Шанхай СИПГ». Вернувшись домой, он работал тренером в клубе «Броммапойкарна». В конце ноября 2019 года стал совмещать эту должность с работой в клубе шестого дивизиона «Накка-Илирия».